# Propontocypris multiporifera
Propontocypris multiporifera is een mosselkreeftjessoort uit de familie van de Pontocyprididae. De wetenschappelijke naam van de soort is voor het eerst geldig gepubliceerd in 1975 door Teeter.